# فر نینو
فر نینو (انگلیسی: Fer Niño؛ زادهٔ ۲۴ اکتبر ۲۰۰۰) بازیکن فوتبال اهل اسپانیا است که در پست مهاجم برای بورگوس سی‌اف بازی می‌کند.
وی همچنین در تیم ملی فوتبال زیر ۲۱ سال اسپانیا بازی کرده‌است.